# Serge Nedjar
Serge Nedjar, né en 1958, est un dirigeant de médias français. Il est dirigeant de la chaîne de télévision CNews depuis 2016 et est connu pour ses décisions controversées.

## Biographie

### Jeunesse et éducation
Serge Nedjar naît en 1958. Il est titulaire d'une licence d'économie à l'université Paris-Panthéon-Assas.

### Parcours professionnel
Il débute dans les années 1980 à la régie publicitaire du quotidien Le Matin de Paris,. En 1984, il rejoint le magazine VSD en tant que directeur commercial des annonces classées, puis est propulsé à la direction d'éditions locales et à l'édition des hors séries du magazine. Il y travaille jusqu'en 1996, année lors de laquelle il participe à la fondation de GS Presse, qu'il finit par quitter en 2004,.
En 2006, il rejoint le groupe Bolloré et participe au lancement du quotidien DirectSoir, puis du quotidien MatinPlus en 2007,. Il est ensuite nommé à la direction de ces quotidiens, DirectSoir s'arrêtera et DirectMatin deviendrait MatinPlus. Il sera nommé à la direction de la régie publicitaire de Bollorémedia.
En mai 2016, il est nommé directeur général et directeur de la rédaction d'i-Télé par Vincent Bolloré, en remplacement de Cécilia Ragueneau,. Il annonce comme première mesure le non-renouvellement des contrats à durée déterminée et des contrats à durée déterminée d'usage. En conséquence, la rédaction vote une motion de défiance et entame une grève de quatre jours. En février 2017, il lance CNews en succession à i-Télé.

## Polémiques et critiques

### Accusations de manipulation éditoriale
Selon plusieurs anciens journalistes de Direct Matin, il impose des sujets et des partenariats au sein du quotidien, notamment pour promouvoir le service de la mairie de Paris Autolib', ce service exploitant les voitures Bolloré BlueCar. Ils l'accusent également d'avoir favorisé au sein de Direct Matin la candidature d'Anne Hidalgo à la mairie de Paris en raison du contrat liant Bolloré à la mairie de Paris, signé lors d'un mandat du Parti socialiste,.
En février 2017, il est critiqué par d'anciens salariés de la chaîne CNews pour le traitement minimal qu'il fait appliquer sur la chaîne aux informations allant à l'encontre des intérêts de Vincent Bolloré, faisant passer seulement en brève les informations sur la perquisition du bureau de Vincent Bolloré dans le cadre d'une enquête sur ses activités dans les ports de Guinée et du Togo ; ainsi que sur la mise en examen de Jean-Marc Morandini, présentateur sur CNews, pour corruption de mineur. D'après un ancien salarié de la chaîne, il aurait également insisté pour que la chaîne couvre une conférence de presse de l'éditeur de jeux vidéo Gameloft, rachetée par Vivendi, dont Bolloré est actionnaire.

### Gestion de la grève des salariés d'i-Télé
En novembre 2016, lors de la grève des salariés d'i-Télé, qui réclament que Serge Nedjar cesse de diriger à la fois la chaîne d'information et sa rédaction, ainsi que l'annulation de l'arrivée de Jean-Marc-Morandini, alors récemment mis en examen pour corruption de mineur ; Nedjar décide d'annuler la diffusion des émissions prévues avant et après un débat des candidats de la primaire de la droite et du centre, les grévistes ayant tenté de négocier de passer un communiqué avant la diffusion du débat,,.

### Accusations de manque de pluralisme sur CNews
Critiqué pour la ligne éditoriale conservatrice de CNews, Serge Nedjar répond dans une interview accordée au Journal du dimanche en janvier 2021, dans laquelle il défend la présence d'Éric Zemmour et prétend défendre le pluralisme et la liberté d'opinion sur CNews, contrairement à France 2 et France Inter qu'il accuse de censure. Il est pourtant plusieurs fois épinglé par le Conseil supérieur de l'audiovisuel pour le manque de pluralisme de la chaîne, ce qu'il considère comme une « surveillance appuyée » et « souvent injustifiée »,.